# Germans de la Instrucció Cristiana de Sant Gabriel
Els Germans de la Instrucció Cristiana de Sant Gabriel, en llatí Institutum Fratrum instructionis Christianae a S. Gabriele, són un institut una congregació laica de dret pontifici de religiosos masculins, coneguts com a gabrielistes, posposen al seu nom les sigles S.G.

## Història
La congregació s'origina en l'escola de caritat fundada per Louis-Marie Grignion de Montfort cap al juny de 1715 a Saint-Laurent-sur-Sèvre, dirigida per professors laics o "germans" de la Companyia de Maria Montfortana i anomenats Germans de l'Esperit Sant. De fet, formaven part de la mateixa Companyia de Maria i depenien del seu superior.
Gabriel Deshayes (1767-1841) fou elegit superior general de la Companyia de Maria en 1821 i volgué revifar la comunitat d'ensenyants, que en la branca masculina estava a punt de desaparèixer. En 1815, Deshayes havia instituït a Auray una fraternitat similar, que fou confiada a Jean-Marie de La Mennais i acabà formant els Germans de la Instrucció Cristiana de Ploërmel. L'actuació del superior va fer que la comunitat masculina tornés a créixer i es decidí de formar-ne dues branques separades, una dedicada a la pastoral i el sacerdoci, i l'altra a l'ensenyament.
El 15 d'octubre de 1853 els Germans de l'Esperit Sant van tenir una casa autònoma i es constituïren en congregació independent, amb constitucions pròpies. En honor de Deshayes, el nou institut es dedicà a l'Arcàngel Gabriel i prengué el nom d’Institut dels Germans de la Instrucció Cristiana de Sant Gabriel.
Fou reconegut pel govern de Napoleó III el 3 de març de 1853, obtenint el permís per ensenyar a tot França, i per la Santa Seu el 19 de febrer de 1910.

## Activitat i difusió
Els gabrielistes es dediquen a l'educació i ensenyament dels joves, i a l'apostolat missioner. Tenen escoles per a cecs i sordmuts.
Són presenta a Europa (Bèlgica, França, Polònia, Itàlia, Regne Unit, Espanya), Amèrica (Brasil, Canadà, Colòmbia, Haití, Perú), Àfrica (Camerun, República Centreafricana, República del Congo, República Democràtica del Congo, Gabon, Guinea, Madagascar, Maurici, Ruanda, Senegal, Tanzània), Àsia (Filipines, Índia, Malàisia, Singapur, Tailàndia) i Oceania (Fidji, Papua-Nova Guinea, Tonga); la seu general és a Roma.
En acabar 2005, la congregació tenia 259 cases i 1.261 religiosos, 26 dels quals són sacerdots.